# Tag der Freiheit: Unsere Wehrmacht
Tag der Freiheit: Unsere Wehrmacht é o terceiro documentário dirigido por Leni Riefenstahl. Neste filme é relatado o 7.º Reichsparteitag do NSDAP, com destaque especial nas forças armadas da Alemanha (Wehrmacht), que tinham ficado de fora das filmagens de Triumph des Willens.
O filme apresenta o quotidiano dos soldados nos acampamentos, acompanhando-os desde o amanhecer até o momento de apresentarem ao Führer suas habilidades de combate, tanques e artilharias antiaéreas.
Tag der Freiheit foi considerado perdido ao final da Segunda Guerra Mundial, mas uma cópia incompleta foi descoberta nos anos 70.